# Vũ Dũng
Vũ Dũng là một xã thuộc huyện Kim Thành, tỉnh Hải Dương, Việt Nam.

## Địa lý
Xã Vũ Dũng có diện tích 9,47 km², dân số năm 2022 là 14.988 người, mật độ dân số đạt 1.582 người/km².

## Lịch sử
Ngày 24 tháng 10 năm 2024, Ủy ban Thường vụ Quốc hội ban hành Nghị quyết số 1250/NQ-UBTVQH15 về việc sắp xếp đơn vị hành chính cấp xã của tỉnh Hải Dương giai đoạn 2023 – 2025 (nghị quyết có hiệu lực từ ngày 1 tháng 12 năm 2024). Theo đó, thành lập xã Vũ Dũng thuộc huyện Kim Thành trên cơ sở toàn bộ 4,11 km² diện tích tự nhiên, quy mô dân số là 7.373 người của xã Cổ Dũng và toàn bộ 5,36 km² diện tích tự nhiên, quy mô dân số là 7.615 người của xã Thượng Vũ.
Xã Vũ Dũng có 9,47 km² diện tích tự nhiên và quy mô dân số là 14.988 người.